# Blue Blood (1925)
Blue Blood é um filme mudo produzido Estados Unidos, dirigido por Scott R. Dunlap e lançado em 1925.

## Elenco
- George Walsh como Robert Chester
- Cecille Evans como Geraldine Hicks
- Philo McCullough como Percy Horton
- Joan Meredith como Delight Burns
- Robert Bolder como Leander Hicks
- Harvey Clark como Tim Reilly
- Spencer Bell como Amos Jeenkins
- Eugene Borden como Charley Stevens

## Status de Preservação
Uma impressão de Blue Blood é mantida pelo arquivo francês Archives du Film du CNC (Bois d'Arcy).